# Jornal de Matosinhos
Jornal de Matosinhos é um jornal semanário regional publicado em Matosinhos, Portugal.
Fundado em 1980 por Eduardo Pinto Soares, seu director.